# Star Trek V: The Final Frontier (soundtrack)
Star Trek V: The Final Frontier is de originele soundtrack, gecomponeerd en gedirigeerd door Jerry Goldsmith voor de film Star Trek V: The Final Frontier uit 1989 van William Shatner. Het album werd uitgebracht in 1989 door Epic Records.
Goldsmith keerde terug om de muziek te componeren, nadat hij eerder Star Trek: The Motion Picture (1979) had gecomponeerd. De muziek werd opgenomen in de Record Plant Scoring en gemixt in de mastering studio Digital Magnetics in Los Angeles. De muziek werd opgenomen door Bruce Botnick.
Een uitgebreide uitgave verscheen op 30 november 2010 op een 2-cd in een beperkte oplage van 5.000 exemplaren door La-La Land Records. Het werd opnieuw uitgegeven door Intrada Records en uitgebracht op 15 mei 2012, met als enige verschil de verandering in de duur van het album.

## Tracklijst
Alle muziek is geschreven door Jerry Goldsmith, tenzij anders aangegeven.
| 1.                 | The Mountain (bevat "Theme from Star Trek" van Alexander Courage)                       | 3:50 |
| 2.                 | The Barrier (bevat "Theme from Star Trek" van Alexander Courage)                        | 2:50 |
| 3.                 | Without Help                                                                            | 4:18 |
| 4.                 | A Busy Man                                                                              | 4:40 |
| 5.                 | Open The Gates                                                                          | 2:59 |
| 6.                 | An Angry God                                                                            | 6:55 |
| 7.                 | Let's Get Out Of Here                                                                   | 5:12 |
| 8.                 | Free Minds                                                                              | 3:17 |
| 9.                 | Life Is A Dream (bevat "Theme from Star Trek" van Alexander Courage)                    | 3:56 |
| 10.                | The Moon's A Window To Heaven – Hiroshima (tekst: John Bettis; muziek: Jerry Goldsmith) | 4:00 |
| Totale duur: 41:57 |                                                                                         |      |

### Uitgebreide uitgave (La-La Land Records, 2010)
| 1.                 | Nimbus III                                                                     | 2:04 |
| 2.                 | The Mind-Meld                                                                  | 2:47 |
| 3.                 | The Mountain (main title) (bevat "Theme from Star Trek" van Alexander Courage) | 4:56 |
| 4.                 | The Big Drop                                                                   | 0:27 |
| 5.                 | Raid on Paradise                                                               | 2:46 |
| 6.                 | Not Alone                                                                      | 1:12 |
| 7.                 | Target Practice                                                                | 1:54 |
| 8.                 | A Tall Ship                                                                    | 1:45 |
| 9.                 | Plot Course                                                                    | 1:49 |
| 10.                | No Harm                                                                        | 2:16 |
| 11.                | Approaching Nimbus III                                                         | 3:02 |
| 12.                | Open the Gates                                                                 | 3:04 |
| 13.                | Well Done                                                                      | 1:17 |
| 14.                | Without Help                                                                   | 4:58 |
| 15.                | Pick It Up                                                                     | 2:34 |
| 16.                | No Authority                                                                   | 0:32 |
| 17.                | It Exists                                                                      | 1:49 |
| 18.                | Free Minds                                                                     | 3:20 |
| 19.                | The Birth                                                                      | 3:56 |
| 20.                | The Barrier (bevat "Theme from Star Trek" van Alexander Courage)               | 2:55 |
| 21.                | A Busy Man                                                                     | 4:44 |
| 22.                | An Angry God                                                                   | 7:00 |
| 23.                | Let's Get Out of Here (part 1)                                                 | 3:45 |
| 24.                | Let's Get Out of Here (part 2)                                                 | 3:10 |
| 25.                | Cosmic Thoughts                                                                | 1:17 |
| 26.                | Life Is a Dream (bevat "Theme from Star Trek" van Alexander Courage)           | 3:58 |
| Totale duur: 73:17 |                                                                                |      |

| 1.                 | The Mountain (bevat "Theme from Star Trek" van Alexander Courage)                                      | 3:54 |
| 2.                 | The Barrier (bevat "Theme from Star Trek" van Alexander Courage)                                       | 2:54 |
| 3.                 | Without Help                                                                                           | 4:22 |
| 4.                 | A Busy Man                                                                                             | 4:43 |
| 5.                 | Open The Gates                                                                                         | 3:03 |
| 6.                 | An Angry God                                                                                           | 7:00 |
| 7.                 | Let's Get Out Of Here                                                                                  | 5:16 |
| 8.                 | Free Minds                                                                                             | 3:20 |
| 9.                 | Life Is A Dream (bevat "Theme from Star Trek" van Alexander Courage)                                   | 4:00 |
| 10.                | The Moon's A Window To Heaven – Hiroshima (tekst: John Bettis; muziek: Jerry Goldsmith)                | 4:05 |
| 11.                | The Mountain (main title) (alternate) (bevat "Theme from Star Trek" van Alexander Courage)             | 4:48 |
| 12.                | A Busy Man (alternate)                                                                                 | 4:43 |
| 13.                | Paradise Saloon (source)                                                                               | 2:45 |
| 14.                | The Moon's A Window To Heaven – Hiroshima (film version) (tekst: John Bettis; muziek: Jerry Goldsmith) | 1:12 |
| 15.                | Vulcan Song / Row, Row, Row Your Boat (source)                                                         | 1:37 |
| 16.                | Synclavier Effects                                                                                     | 1:54 |
| Totale duur: 59:36 | |      |